# 엔포스3
엔포스3(nForce3) 칩셋은 엔비디아가 개발한 미디어, 통신 프로세서이다. 애슬론 64 프로세서에 사용할 목적으로 설계되었다.

## 기능
애슬론 64가 런칭되었을 때 엔비디아 엔포스3 프로150과 VIA K8T800, 이렇게 두 개의 칩셋만 이용이가능하였다. 150 칩셋은 VIA가 800 MHz의 온전한 AMD 사양을 구현하였을 때 600 MHz 하이퍼트랜스포트 인터페이스를 사용한 일 때문에 비판을 받았으나 150의 전반적인 성능은 괜찮은 편이었다.
차기 리비전은 이 누락된 부분을 수정하였고, 하이퍼트랜스포트 인터페이스를 사용한 엔포스3 칩셋은 CPU와 최대 8 GB/초의 속도로 통신이 가능하다. 이를 통해 고대역 장치를 사용 시 시스템 병목 현상을 줄이게 된다. 이를테면, 기가비트 이더넷은 125 MB/초로 전송한다. 이더넷이 칩셋에 없었다면 포화된 기가비트 이더넷 링크가 공유 133 MB/초 PCI 버스의 대역 중 93%를 사용하게 된다.
또, 150은 여러 기능이 눈에 띄게 빠져있다. 칩셋의 차기 리비전들은 이 누락 부분을 수정하였다. 이 칩셋은 각기 다른 버전으로 제공되며 소켓 유형과 기능을 반영한다.
- nForce3 250 - 소켓 754: 기본 칩셋, 800HT는 온칩 기가비트 랜 또는 온칩 방화벽을 포함하지 않음.
- nForce3 250Gb - 소켓 754 또는 939, 800HT는 기가비트 랜과 온칩 방화벽을 포함함.
- nForce3 Ultra - 소켓 939, 1000HT, 기가비트 랜, 방화벽, 듀얼 채널 언버퍼(unbeffered) (Athlon 64/Athlon 64 FX)
- nForce3 Pro250 - 소켓 940, 1000HT, 기가비트 랜, 방화벽 (옵테론)

엔포스3의 250 리비전은 세계 최초의 네이티브 기가비트 이더넷 인터페이스 및 하드웨어 최적화 방화벽을 갖추고 있다. 엔비디아 방화벽 기술은 액티브아머 보안 네트워크 엔진을 이용한다. 이로써 방화벽이 칩 상에서 기능하며 이론적으로 CPU 및 증가하는 스루풋의 부하를 줄여준다. 이 방화벽은 또한 IAM(Intelligent Application Manager)을 사용하여 애플리케이션 기반 필터링을 제공한다.
그러나 엔포스3 칩셋에서 빠진 기능 중 가장 눈에 띄는 것은 엔포스2 보드에서 보이던, 품질이 좋은 내장형 사운드스톰 오디오였는데, 비용적인 이유로 제거된 것으로 짐작된다. 엔포스 3 칩셋은 역사적인 노스브리지/사우스브리지 조합과 반대되는 싱글 다이 솔루션이며 오디오 기능을 위한 충분한 공간을 남겨두지 않은 것으로 보고되었다.
엔포스3는 또한 직렬 ATA(SATA) 기술, RAID 0+1 스트리핑 및 미러링을 지원한다. 이 칩셋은 4개의 높은 대역폭의 SATA-150 장치를 수용할 수 있다.

## 윈도우 비스타 비호환
엔비디아는 윈도우 비스타 공식 출시 전에 해당 운영 체제용 AGP 기반 엔포스2용 칩셋 드라이버를 출시하지 않을 것이라고 발표하였다. 윈도우 비스타 출시 이후 엔비디아는 2007년 2월 말 엔포스3 지원을 중단하기로 결정하였다. 그러므로 엔비디아는 비스타에 64비트 프로세서용으로 설계된 칩셋을 지원하지 않는 유일한 주요 메인보드 칩셋 제조업체가 되었다. 윈도우 비스타에 패키징된 칩셋 드라이버의 이용은 가능하지만 엔포스2와 3 칩셋용으로 설계된 것이 아니므로 하드웨어를 고루 활용하지 못하고 일부 기능이 제한된다. 이러한 문제는 IDE와 SATA 드라이브의 안전한 제거를 불가능하게 만든다.

## 같이 보기
- 엔비디아 엔포스 칩셋 비교